# Eberhard Georg Friedrich von Wächter

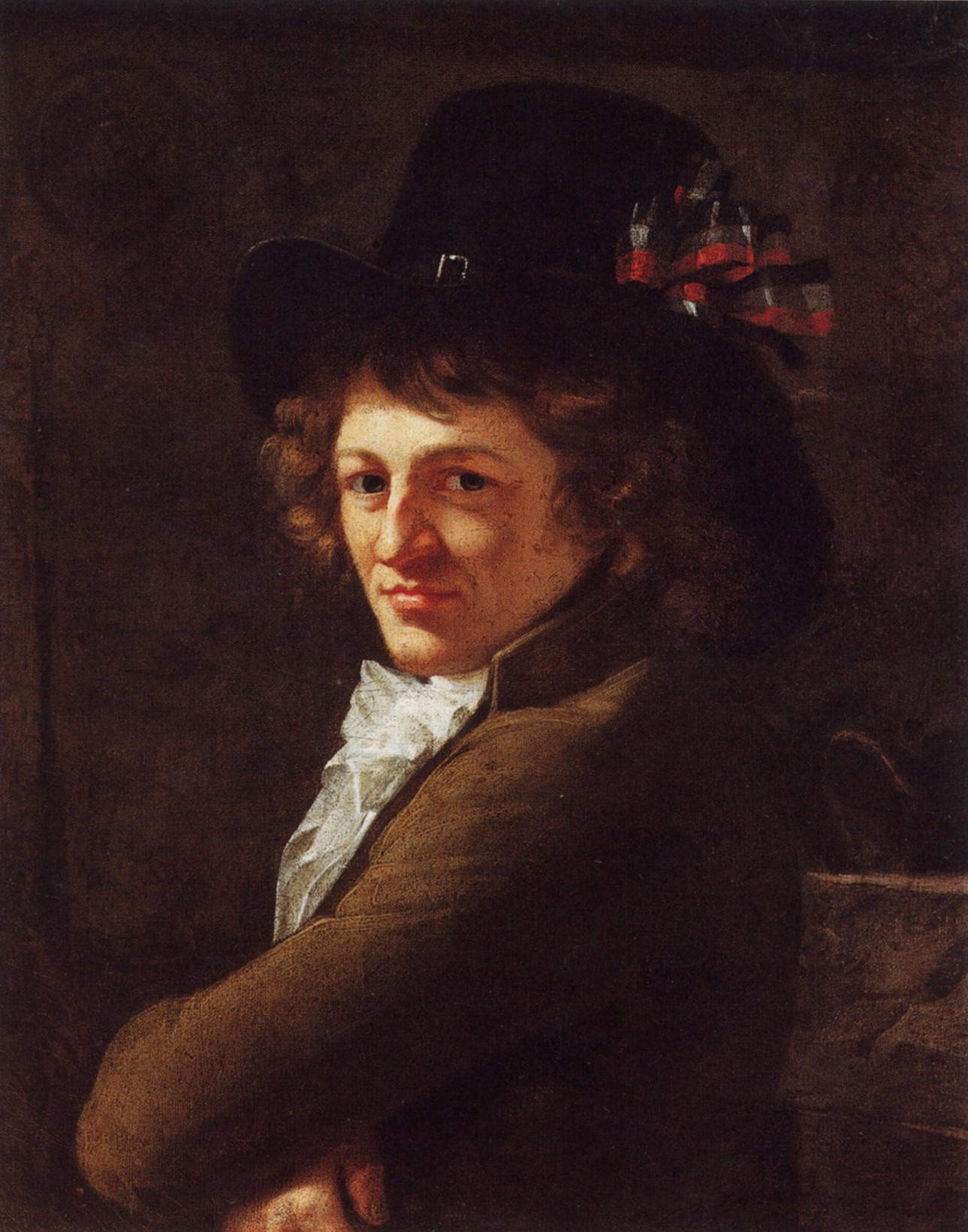
Eberhard von Wächter porträtterad av Ludovike Simanowiz.

Eberhard Georg Friedrich von Wächter, född den 28 februari 1762 i Balingen, död den 14 augusti 1852 i Stuttgart, var en tysk målare.
von Wächter studerade  juridik i Karlsskolan i Stuttgart, innan han ägnade sig åt konst. Han blev i Paris elev av Jean-Baptiste Regnault och begav sig därefter till Rom, varifrån revolutionen och de franska krigstågen drev honom till Wien 1809. 
I Rom hade han gjort sig fri från den franska klassicismen och erhållit nya vyer genom Carstens. I Wien målade han sitt främsta verk, Job och hans vänner (Stuttgarts museum), karakteristiskt för konstnären genom sin inåtvända rörelselöshet, som verkar på en gång gripande och tryckande. 
Av samma art är Sokrates sista sömn; liknande är även Cimon i fängelse, Marins på Kartagos ruiner, Andromache och Hekuba vid Hektors grav, Sånggudinnan på Atens ruiner, Belisarius framför Rom, Antigone vid sin broders lik med flera. Hans alster kännetecknas av sträng komposition, något osäker teknik, figurer av statuariskt lugn med starkt själiskt uttryck.